# Colorado, Tabasco
Colorado är en ort i Mexiko.   Den ligger i kommunen Teapa och delstaten Tabasco, i den sydöstra delen av landet, 700 km öster om huvudstaden Mexico City. Colorado ligger 20 meter över havet och antalet invånare är 584.
Terrängen runt Colorado är mycket platt, och sluttar norrut. Runt Colorado är det ganska tätbefolkat, med 108 invånare per kvadratkilometer. Närmaste större samhälle är Teapa, 13,0 km sydost om Colorado. Trakten runt Colorado består till största delen av jordbruksmark.